# Cuéntame un poco más
Cuéntame un poco más, es un programa de televisión sobre la serie Cuéntame cómo pasó. Conducido por Teté Coustarot, que se emitió desde el 25 de agosto hasta el 26 de diciembre de 2017 por la TV Pública.

## Sinopsis
Los viernes se emitió el programa que sirvió para hacer un repaso con los momentos más destacados de la semana, y que también contó con invitados para debatir sobre la situación socioeconómica que vivía una familia común en aquellos años.

## Conducción
- Teté Coustarot

## Invitados
| Fecha    | Panelistas                                                                             |
| -------- | -------------------------------------------------------------------------------------- |
| 25/08/17 | Malena Solda, Jorge Lafauci, Esther Díaz, Marcelo Larraquy y Alejandro Fabbri.         |
| 01/09/17 | Hinde Pomeraniec, Gervasio Díaz Castelli, Osvaldo Bazán y Norberto Verea.              |
| 08/09/17 | Hugo Asch, Andrea Gómez, José Natanson y Carlos Ulanovsky.                             |
| 15/09/17 | Osvaldo Santoro, Astrid Pikielny, Hugo Paredero y Marcelo Zlotogwiazda.                |
| 22/09/17 | María Sáenz Quesada, Graciela Moreschi, Daniel Fernández Canedo y Marcelo Stiletano.   |
| 29/09/17 | Araceli Bellota, Gustavo Noriega, Gabriela Saidon y Ezequiel Fernández Moores.         |
| 06/10/17 | Miriam Lewin, Susana Saulquin, Sergio Marchi y Liliana De Riz.                         |
| 13/10/17 | Carlos Santamaría, Pacho O'Donnell, Julia Zenko y Carlos Burgueño.                     |
| 20/10/17 | Luis Alberto Quevedo, Ernesto Cherquis Bialo, Carolina Arenes y Marcelo Zapata.        |
| 27/10/17 | Carola Reyna, Norma Morandini, José Ignacio López y Alicia Petti.                      |
| 03/11/17 | Quique Wolff, Nilda Sarli, Daniel Gutman y Marcelo Gantman.                            |
| 10/11/17 | Carlos Monti, Marina Franco, Daniel Molina y Juan Fazzini.                             |
| 17/11/17 | Pablo Alabarces, Alicia Pedrelli, Mauro Federico y Fernando Cerolini.                  |
| 24/11/17 | Carlos Portaluppi, Marcela Coronel, Liliana Escliar y Oscar Muiño.                     |
| 01/12/17 | Marisa Russomando, Analía Argento, Carlos Rottemberg y Osvaldo Granados.               |
| 08/12/17 | Leonor Manso, Enrique Vázquez, Teresita Ferrari y Raúl Barceló.                        |
| 15/12/17 | Cristina Wargon, Juan Carlos De Pablo y Jorge Liotti.                                  |
| 22/12/17 | Darío Volonté, Pacho O'Donnell, Rosendo Fraga y Gustavo Sierra.                        |
| 26/12/17 | Alicia Petti, Felipe Pigna, Luis Moreno Ocampo, Marisa Grinstein y José Ignacio López. |